# Зеренда
Зеренда́ (каз. Зеренді) — село, административный центр Зерендинского района Акмолинской области Казахстана (в 45 км от областного центра — Кокшетау). Административный центр Зерендинского сельского округа. Код КАТО — 115630100.

## География
Село находится на северо-восточных склонах одноимённых гор, на восточном берегу одноимённого озера, в 45 километрах к юго-западу от областного центра города Кокшетау.

## История
В 1849 года сибирские казаки, переведённые к берегу озера Зеренда, основали казачий форпост.
В 1871 году селению Зеренда придан статус станицы.
В 1849-1850 год в Зеренду стали прибывать крестьяне-переселенцы из Харьковской, Оренбургской и Саратовской губерний.
В марте 1871 году Зеренда из форпоста преобразована в казачью станицу.
В 1898 году было проведено первое государственное лесоустройство, определены границы, установлены межевые знаки.
В 1914—1917 годах военнопленными австрийцами была сооружена разграничительная каменная стена, отделившая леса казённые от местных и церковных.
В 1930 году был организован колхоз «Красноармеец».
В 1935 году был образован Зерендинский район, административным центром которого стала Зеренда. В его состав на тот момент входило 70 сёл с общей численностью населения 26123 человек.
С 1954 года началось освоение целинных земель на территории Зерендинского района.
В 1965 году в селе началось подключение потребителей к энергосистеме, создан район электросетей. В 1967 году была создана энергосберегающая организация.
В 1975 году близ села была построена первая лыжная спортивная база.

## Население
В 1999 году население села составляло 7698 человек (3814 мужчины и 3884 женщины). По данным переписи 2009 года в селе проживали 7083 человека (3388 мужчин и 3695 женщин).
По данным на начало 2019 года население села составляло 6665 человек (3247 мужчин и 3418 женщин).
| 1989 | 1999  | 2009  | 2019  |
| ---- | ----- | ----- | ----- |
| 8523 | ↘7698 | ↘7083 | ↘6665 |

## Достопримечательности
- Зерендинское озеро.
- Разграничительная каменная стена.
- Памятник воинам Великой Отечественной войны. Открыт в 1977 году.
- Смольная сопка.
- Центральная площадь

## Известные жители
- Исаак Иткинд — скульптор, проживал в ссылке в Зеренде в 1938-1956 гг.